# Ландтман
Кафе «Ландтман» (нем. Café Landtmann) — типичная венская кофейня. Находится во Внутреннем Городе на первом этаже здания дворца Либена — Аушпица в непосредственной близости от Бургтеатра, здания Венского университета, штаб-квартиры Социал-демократической партии Австрии и трёх министерств.

## Описание
Кафе пользуется успехом у актёров, политиков, чиновников и журналистов и часто является местом проведения пресс-конференций. Среди клиентов кафе «Ландтман» числятся деятели искусства Аттила и Пауль Гёрбигеры, Оскар Кокошка, Ганс Мозер, Макс Рейнхардт, Оскар Вернер и Паула Вессели. В кафе «Ландтман» бывали политики Юлиус Дойч, Роберт Даннеберг, Карл Зейц и Юлиус Рааб. Здесь Густав Малер встречался с Карлом Гольдмарком. Бывая в Вене, в кафе заходили Гэри Купер и Марлен Дитрих. Часто бывали в «Ландтмане» писатели Юра Зойфер, Феликс Зальтен, Томас Манн и Джон Бойнтон Пристли. Владельцы кафе упоминали среди завсегдатаев заведения Петера Альтенберга, Зигмунда Фрейда, Имре Кальмана, Курда Юргенса, Отто Премингера и Роми Шнайдер. Вплоть до начала XX века клиентами «Ландтмана» были исключительно мужчины.
Интерьеры «Ландтмана» с ложами, зеркалами и хрустальными люстрами напоминали гастрономическому критику Вольфраму Зибеку вагон-ресторан Восточного экспресса. Элегантную кофейню на строившейся Рингштрассе открыл 1 октября 1873 года Франц Ландтман. Большинство окружающих сейчас кофейню знаменитых зданий на тот момент ещё находились на стадии строительства. Ландтман продал своё кафе в 1881 году, впоследствии оно ещё неоднократно меняло владельцев и в настоящее время находится в собственности семьи Кверфельд, сохранив при этом имя первого владельца. В 1936—1938 годах под кофейней функционировало кабаре «Весёлый Ландтман», которое танцовщице Цилли Ванг организовал её супруг. В 1953 году в цокольном этаже открылась сцена одного из малых венских театров. 28 лет официантом в кафе «Ландтман» проработал местная знаменитость «господин Роберт», Роберт Бок, который был лично знаком со многими известными клиентами кафе. В последний день работы в кафе 23 декабря 2003 года «господина Роберта» обслуживал сам бургомистр Вены Михаэль Хойпль, сервировавший ему чашечку кофе. Обслуживающий персонал «Ландтмана» состоит исключительно из мужчин, и только в гардеробе и туалетных комнатах трудятся женщины. С 2007 года кафе «Ландтман» располагает дополнительной площадью — зимним садом размером в 87 м². В 2012 году над кафе открылся так называемый бельэтаж «Ландтмана» из трёх залов для проведения мероприятий, один из которых назван в честь литератора Берты Цукеркандль-Шепс, которая в начале XX века владела литературным салоном в этом же здании. В 2013 году кафе «Ландтман» подверглось жёсткой критике местных средств массовой информации за то, что перестало принимать бесплатные заказы на водопроводную воду в качестве напитка. Тем не менее, как и в большинстве венских кафе, стакан воды по-прежнему сервируется бесплатно к заказанному кофе.